# Pere Marginet
Pere Marginet (Vallclara, Conca de Barberà o l'Albi, Garrigues, ca. 1370 - Poblet, Conca de Barberà, 1435) fou un eclesiàstic català. És venerat com a beat per l'Església catòlica.

## Biografia
La família de Pere procedia de Vallclara, però la seva mare de l'Albi, i no se sap del cert on va néixer ell. Era una família pagesa, que treballava terres del Monestir de Poblet. Se sap per un document de venda que al desembre de 1387 ja era monjo a Poblet: possiblement ingressà amb uns quinze anys, cap al 1385, i als 25 va ordenar-se sacerdot. Hi treballà com a infermer dels pobres i uns anys més tard s'erigí en l'home de confiança de l'abat Vicent Ferrer que li encomanà diverses tasques fora del monestir; cellerer i majoral d'el Vilosell (1400).
Amb el nou abat Jaume Carbó fou acusat de mala administració, rellevat dels càrrecs i empresonat. El 1411 va fugir del monestir i durant dos anys dugué una vida errant, de pillatge, despreocupada i de disbauxa amb dues dones, una d'elles antiga monja al Santuari de la Serra de Montblanc. Es lliuraren a tot gènere de vicis i pecats, adquirint fama de "rufià i alcabot", tot i que mai no va assassinar ningú.
Penedit, retornà a Poblet el 14 d'agost de 1413. Abans havia deixat l'exmonja al seu monestir de Montblanc, i l'altra dona a cura de la seva família a Vallclara. Va ser perdonat i, després d'uns anys a la comunitat, va obtenir permís, el gener de 1419, per retirar-se a una ermita o lloc apartat per fer-hi penitència, sempre que no sortís de la Corona d'Aragó. Va anar a viure a la Pena on els monjos tenien una granja, tot i que després anà a una cova propera al bosc de Poblet, ja dins les muntanyes de Prades. Avui dia es coneix com a Cova de Fra Pere Marginet. De seguida es feu conegut per la zona a causa de la seva penitència i amabilitat amb els pelegrins.
Es conta que el rei Ferran d'Antequera, al seu llit de mort, s'encomanà a la seva pregària (1416). Uns anys més tard, se li uní la princesa Elionor d'Urgell, germana del comte Jaume II d'Urgell, per fer vida contemplativa a la Cova de Nialó de l'ermita propera de Sant Joan de la Muntanya. El 1429, ambdós eremites reberen la visita del seguici reial de la reina Maria, esposa d'Alfons el Magnànim. El 1433 pressionà per carta Guillem de Queralt, antic company seu a Poblet, perquè acceptés l'abadiat del monestir, que havia quedat vacant després de la mort de l'abat Martínez de Mengucho, nomenat per Benet XIII.
Molt respectat, va morir, ja gran, el 1435 i fou enterrat, amb l'autorització de l'abat Queralt i l'acord unànime de tots els monjos, a l'església de Poblet. Posteriorment, el 1490, les seves despulles foren traslladades al sepulcre definitiu on reposen. Venerat pel poble, Pau V va reconèixer el seu culte com a beat en 1611.

## Llegenda de Fra Pere Marginet i el dimoni
Conta la llegenda que un dia s'aparegué Satanàs a Fra Pere per mostrar-li tots els béns que s'estava perdent en aquella cova, però el monjo resistí la temptació. Un altre dia se li aparegué en forma de dona, que el va temptar, però com l'anterior ocasió, Fra Pere es mostrà ferm. Així, el dimoni es va presentar a la Cova de la Pena amb diferents aspectes i, recordant-li els seus anys de disbauxa quan va abandonar el monestir de Poblet, li oferí diversitat de luxes i plaers, però Fra Pere va resistir totes les temptacions.
El dimoni, no volent acceptar la seva derrota, va tenir una idea genial; en comptes de luxes, li oferiria una vida senzilla però feliç i, així, va prendre la forma d'un ase. S'estava apropant a la cova quan Fra Pere el veié, sense dubtar-ho un moment li lligà les corretges sense que el dimoni pogués dir res. Aleshores el monjo va fer carregar a l'ase pedres d'un torrent sec per aixecar un mur exterior (que avui es pot veure a l'ermita de la Pena) i, amb les pedres que li van sobrar, va construir un portal d'entrada a l'estança on va lligar l'ase.
L'endemà va arribar una legió de dimonis i manaren a Fra Marginet deslligar l'ase. Aquest ho va fer i a l'instant es va transformar de nou en Satanàs. Aleshores, veient que aquest no havia pogut deslliurar-se de les lligadures de Fra Pere, tots els dimonis van marxar fent una gran remor i aixecant flamarades. El dimoni es va presentar a pagesos dels voltants i els digué:
«Digueu a Fra Marginet
que no tornarà a agafar el Dimoni
al Bosc de Poblet»